# Country-Musik 1964
Die Liste bietet eine Übersicht über das Jahr 1964 im Genre Country-Musik.

## Events
- 31. Juli – Jim Reeves kommt bei einem Flugzeugabsturz in der Nähe Nashvilles ums Leben.

## Top Hits des Jahres

### Number-1-Hits
- 8. Februar – Begging to You – Marty Robbins
- 15. Februar – B.J. the D.J. – Stonewall Jackson
- 22. Februar – Begging to You – Marty Robbins
- 7. März – Saginaw, Michigan – Lefty Frizzell
- 4. April – Understand Your Man – Johnny Cash
- 16. Mai – My Heart Skips a Beat – Buck Owens
- 6. Juni – Together Again – Buck Owens
- 18. Juli – Dang Me – Roger Miller
- 29. August – I Guess I'm Crazy – Jim Reeves
- 17. Oktober – I Don't Care (Just As Long as You Love Me) – Buck Owens
- 28. November – Once a Day – Connie Smith

### Weitere große Hits
- Chug-a-Lug – Roger Miller
- Down To My Last Cigarette – Billy Walker
- 500 Miles Away From Home – Bobby Bare
- The Ballad of Ira Hayes – Johnny Cash
- Burning Memories – Ray Price
- Cross the Brazos at Waco – Billy Walker
- Four Strong Winds – Bobby Bare
- Forever – Pete Drake
- Give Me Forty Acres (To Turn This Rig Around) – The Willis Brothers
- Go Cat Go – Norma Jean
- Gonna Get Along Without You Now – Skeeter Davis
- Here Comes My Baby Back Again – Dottie West
- It Ain't Me Babe – Johnny Cash und June Carter
- Let's Go All the Way – Norma Jean
- Password – Kitty Wells
- The Race Is On – George Jones
- Second Fiddle – Jean Shepard
- Sorrow on the Rocks – Porter Wagoner
- Welcome To My World – Jim Reeves
- Wine Women and Song – Loretta Lynn

## Alben (Auswahl)
- Bill Anderson Showcase – Bill Anderson (Decca)
- Bitter Tears: Ballads of the American Indian – Johnny Cash (Columbia)
- Eddy's Songs – Eddy Arnold (RCA)
- Folk Song Book – Bill Anderson (Decca)
- Grand Ole Opry Favorites – The Browns (RCA)
- Guitar Country – Chet Atkins (RCA)
- I Don't Care – Buck Owens (Capitol)
- Let's Go All the Way – Norma Jean (RCA)
- Johnny Bond's Best – Johnny Bond (Harmony)
- Oh Pretty Woman – Roy Orbison (Columbia)
- Orange Blossom Special – Johnny Cash (Columbia)
- Pop Hits From the Country Side – Eddy Arnold (RCA)
- Progressive Pickin – Chet Atkins (RCA)
- The Return of Roger Miller – Roger Miller (Smash)
- Sometimes I'm Happy, Sometimes I'm Blue – Eddy Arnold (RCA)
- This Young Land – The Browns (RCA)
- Together Again/My Heart Skips a Beat – Buck Owens (Capitol)

## Geboren
- 28. Mai – Phil Vassar, Singer-Songwriter
- 30. Mai – Wynonna Judd, die zusammen mit ihrer Mutter das Duo The Judds bildete
- 19. September – Trisha Yearwood, Sängerin
- 31. Oktober – Darryl Worley, Singer-Songwriter

## Gestorben
- 31. Juli – Jim Reeves, 40

## Neuaufnahmen in die Country Music Hall of Fame
- Tex Ritter (1905–1974)

## Wichtige Auszeichnungen

### Grammys
- Country And Western Recording – Detroit City, Bobby Bare[1]